# رودریگو لوپز
رودریگو لوپز (انگلیسی: Roderigo Lopez؛ حوالی ۱۵۲۵ میلادی – ۷ ژوئن ۱۵۹۴) یک پزشک اهل پرتغال بود.
وی از سال ۱۵۸۱ میلادی تا زمان اعدامش، پزشک اصلی و مخصوص الیزابت یکم انگلستان بود که سرانجام به جرم توطئه و برنامه‌ریزی برای مسموم کردن ملکه، محاکمه و اعدام شد.
او که از خانواده‌ای یهودی‌تبار در پرتغال بدنیا آمده بود، در انگلستان به دین جدید مسیحیت (New Christian) روی آورد و تنها پزشکی در تاریخ انگلستان است که اعدام شده‌است و احتمالاً الهام‌بخش شخصیت یهودیِ «شایلاک» در نمایش‌نامهٔ تاجر ونیزی ویلیام شکسپیر بوده‌است که ۴ سال پس از مرگ او به نگارش درآمد.
پدر او نیز یک پزشک سلطنتی از دودمان یهودیان بود و با آنکه خودش به‌عنوان یک کاتولیک بزرگ شده بود، در جریان تفتیش عقاید در پرتغال، به پایبندی به یهودیت مخفی متهم شد و مجبور به ترک وطن گردید و در سال ۱۵۵۹ در لندن سکنا گزید. او سپس به عضویت کلیسای انگلستان درآمد و پزشک مقیم بیمارستان سنت بارتولومه شد. شهرت او به عنوان پزشکی ماهر و دقیق، سبب شد تا افرادی بانفوذ و قدرتمند همچون رابرت دادلی و فرانسیس والزیگهام برای امور درمانی به او مراجعه کنند و سرانجام، الیزابت یکم انگلستان در زمرهٔ بیماران او درآمد.
چندی بعد در سال ۱۵۹۴ میلادی، رابرت دوروکس او را متهم کرد که در فکر مسموم کردن ملکه است. رودریگو لوپز اصرار داشت که بی‌گناه است و بر روی چوبهٔ دار تصدیق کرد که «او به همان اندازه ملکه را دوست دارد که عیسی مسیح را»؛ اما این گفتهٔ او، به سبب پیشینهٔ یهودی‌اش، خنده و تمسخر حضار را دربرداشت. لوپز را با اسب تا محل چوبه دار بر روی زمین کشیدند. سپس تا نزدیکی مرگ، حلق‌آویزش کردند و بعد او را پائین آورده و آویزان نمودند و ابتدا شکمش را پاره و اعضا و احشاء او را خارج کرده، سپس سر از بدنش جدا کرده و بدنش را چهار قطعه کردند. اینکه سه ماه طول کشید تا ملکه الیزابت حکم اعدامش را امضا کند، ممکن است به این معنا باشد که خودش نیز در مورد گناهکار بودن لوپز چندان مطمئن نبوده‌است. به هر حال، پس از اعدام، ملکه تمامی املاک و ثروت او را به همسر و فرزندانش بخشید.